# 676-я транспортная авиационная эскадрилья
676-я транспортная авиационная эскадрилья (сербохорв. 676. transportna avijacijska eskadrila / 676. транспортна авијацијска ескадрила) — авиационная эскадрилья военно-воздушных сил и войск ПВО СФРЮ. Образована в апреле 1960 года на авиабазе в Земуне.
Была оснащена американскими грузовыми и транспортными самолётами типа Douglas C-47 Skytrain. Входила в состав 119-го вспомогательного авиационного полка. С 1963 года вместе с полком базировалась на авиабазе Батайница. Расформирована вместе с полком в 1966 году.